# Romet JET 125
Romet JET 125 – skuter z silnikiem motocyklowym sprzedawany w Polsce od 2007 lub 2008 pod marką Romet.

## Historia modelu
Dla skutera Romet JET 125 przewidziano jedynie kolor czarny. Zastosowano silnik motocyklowy o pojemności 125 cm³. Od innych skuterów-motorowerów marki Romet poza wyglądem i silnikiem odróżnia się większymi kołami o średnicy 16 cali.

## Dane techniczne
- Wymiary: 2000 mm x 700 mm x 1170 mm,
- Silnik: czterosuwowy, jednocylindrowy, chłodzony powietrzem,
- Pojemność: 125 cm³,
- Moc maksymalna: 4,7 kW (6,4 KM) przy 6500 obr./min.,
- Rozruch: elektryczny, nożny,
- Zapłon: elektroniczny CDI,
- Przeniesienie napędu: automatyczne, bezstopniowe,
- Prędkość maksymalna: 80 km/h,
- Pojemność zbiornika paliwa: 6 l,
- Hamulec przód/tył: tarczowy/bębnowy,
- Opony przód/tył: 100/80-16 / 110/80-16,
- Masa pojazdu gotowego do jazdy: 119 kg,
- Dopuszczalna ładowność: 150 kg,
- Amortyzator przód/tył: podwójny,
- Wyposażenie dodatkowe: alarm z pilotem, kufer.